# Freybouse
Freybouse település Franciaországban, Moselle megyében. Lakosainak száma 428 fő (2022. január 1.). Freybouse Erstroff, Francaltroff, Frémestroff, Grostenquin és Hellimer községekkel határos.

## Népesség
A település népességének változása:
| Lakosok száma | 263  | 274  | 324  | 377  | 429  | 436  | 432  | 432  | 432  | 428  |
|               | 1968 | 1982 | 1990 | 2006 | 2013 | 2015 | 2017 | 2019 | 2020 | 2022 |